# Colliding-Beam-Experiment
Ein Colliding-Beam-Experiment (engl. collide ‚zusammenstoßen‘ und beam ‚Strahl‘) ist ein Experiment der Teilchenphysik, bei dem zwei gegenläufige Strahlen beschleunigter Teilchen aufeinandertreffen und die Stoßvorgänge zwischen den Teilchen beobachtet werden.
Es unterscheidet sich damit vom Targetexperiment, bei dem ein Strahl beschleunigter Teilchen auf ruhende Materie trifft, nämlich auf das Target. In Colliding-Beam-Experimenten können Teilchenreaktionen mit wesentlich höheren Energieumsätzen als in Targetexperimenten ausgelöst werden.

## Vergleich mit einem Targetexperiment

### Vorteil
Vor jedem Stoßvorgang zweier Teilchen liegt ihr gemeinsamer Schwerpunkt stets auf der Verbindungsgeraden der Teilchen, und sein Ort auf der Geraden ist durch das Verhältnis der beiden Massen bestimmt.
Bei einem Targetexperiment bewegt sich der Schwerpunkt demnach bis zum Stoß auf das Targetteilchen zu. Dieser Mitbewegung des Schwerpunkts entspricht ein Impuls. Da der Impuls eine Erhaltungsgröße ist, treten als Ergebnis des Stoßes immer nur solche Vorgänge auf, bei denen der Schwerpunkt diesen Impuls nach Richtung und Betrag beibehält. Er behält damit auch eine entsprechende kinetische Energie bei, und nur die übrig bleibende Energie, die Schwerpunktsenergie, steht zur Umwandlung in andere Formen zur Verfügung, etwa in Masse neu gebildeter Teilchen (siehe auch Kinematik (Teilchenprozesse)).
Im Colliding-Beam-Experiment lässt sich die Mitbewegung des Schwerpunkts verringern oder fast ganz vermeiden, indem man für annähernd entgegengesetzt gleiche Impulsvektoren der beiden Teilchen sorgt. Das Schwerpunktsystem fällt dann mit dem Laborsystem (fast) zusammen, und die Schwerpunktsenergie ist (fast) gleich der Summe beider Teilchen-Gesamtenergien.

### Nachteil
Die Teilchendichte in einem Beschleunigerstrahl ist um Größenordnungen geringer als diejenige eines Targets, selbst eines gasförmigen Targets. Entsprechend kleiner ist die Ausbeute an Stoßvorgängen. Colliding-Beam-Experimente erfordern daher Strahlen hoher Intensität (Stromstärke). Allerdings haben die Teilchen, sofern sie auf ringförmigen Bahnen umlaufen, nicht nur je eine, sondern viele sich wiederholende „Gelegenheiten“ zum Zusammenstoß.

## Durchführung
Colliding-Beam-Experimente werden an Collider-Anlagen wie z. B. dem LHC durchgeführt. Meist handelt es sich um Teilchen-Antiteilchen-Stöße (Elektron-Positron oder Proton-Antiproton), es stoßen also Teilchen gleicher Masse zusammen. Ein Beispiel für ein solches Experiment ist das D0-Experiment am Tevatron.
Colliding-Beam-Experimente mit Stoßpartnern verschiedener Masse, nämlich Proton und Elektron, wurden an der Anlage HERA durchgeführt. Mit Protonen von 920 GeV und Elektronen von 27,5 GeV wurde eine Schwerpunktsenergie von etwa 300 GeV erreicht.   
Die meisten bisherigen Collider (beispielsweise LEP, Tevatron, RHIC, LHC und der im Bau befindliche FAIR) arbeiten als Synchrotrons und Speicherringe. Bei leichten Teilchen wie Elektronen und Positronen in Ringbeschleunigern begrenzt aber die Synchrotronstrahlung die erreichbare Energie. Collider-Anlagen für diese Teilchen, wie SLAC und der geplante ILC, sind deshalb oft Linearbeschleuniger, obwohl so nur ein sehr geringer Bruchteil der beschleunigten Teilchen zur Kollision gebracht werden kann.